# Ma Che Kong
Edwin Ma Che Kong (chinesisch 馬智江, * 25. Mai 1974) ist ein Badmintonspieler aus Hongkong. 

## Karriere
Ma Che Kong gewann 1996 die Australian Open. 1999 siegte er bei den Polish International und den Mexico International. Ein Jahr später wurde er nationaler Meister im Doppel. 1999 und 2001 nahm er an den Weltmeisterschaften teil. Nach seiner sportlichen Karriere startete er eine Trainerlaufbahn im Badminton für behinderte Menschen.

## Sportliche Erfolge
| Saison | Veranstaltung                          | Disziplin    | Platz | Name                               |
| ------ | -------------------------------------- | ------------ | ----- | ---------------------------------- |
| 1996   | Australian Open                        | Herrendoppel | 1     | Chow Kin Man / Ma Che Kong         |
| 1996   | New Zealand Open                       | Herrendoppel | 1     | Ma Che Kong / Chow Kin Man         |
| 1997   | New Zealand Open                       | Herrendoppel | 1     | Ma Che Kong / Liu Kwok Wa          |
| 1997   | New Zealand Open                       | Mixed        | 1     | Ma Che Kong / Tung Chau Man        |
| 1997   | Indien: Internationale Meisterschaften | Mixed        | 5     | Ma Che Kong / Tung Chau Man        |
| 1999   | Weltmeisterschaft                      | Herrendoppel | 33    | Ma Che Kong / Yau Tsz Yuk          |
| 1999   | Polish International                   | Mixed        | 1     | Ma Che Kong / Louisa Koon Wai Chee |
| 1999   | Polish International                   | Herrendoppel | 2     | Ma Che Kong / Yau Kwun Yuen        |
| 1999   | Mexico International                   | Herrendoppel | 1     | Ma Che Kong / Yau Tsz Yuk          |
| 1999   | Argentina International                | Herrendoppel | 1     | Ma Che Kong / Yau Tsz Yuk          |
| 2000   | Hongkong: Einzelmeisterschaften        | Herrendoppel | 1     | Ma Che Kong / Yau Kwun Yuen        |
| 2000   | Peru International                     | Herrendoppel | 1     | Ma Che Kong / Yau Tsz Yuk          |
| 2001   | Weltmeisterschaft                      | Herrendoppel | 9     | Ma Che Kong / Yau Tsz Yuk          |
| 2001   | Japan Open                             | Herrendoppel | 5     | Ma Che Kong / Yau Kwun Yuen        |